# Рогове (Слободський район)
Рогове́ (рос. Роговое) — село у складі Слободського району Кіровської області, Росія. Входить до складу Закарінського сільського поселення.
Населення становить 283 особи (2010, 393 у 2002).
Національний склад станом на 2002 рік — росіяни 94 %.